# Twycross
Twycross is een civil parish in het bestuurlijke gebied Hinckley and Bosworth, in het Engelse graafschap Leicestershire. Twycross is de thuisplaats van de bekende gamedeveloper Rare.